# Rubén García
Rubén García Santos (Valencia, 14 juli 1993) is een Spaans voetballer die doorgaans als aanvaller speelt. Hij verruilde Levante in juli 2019 voor Osasuna, dat hem in het voorgaande seizoen al huurde.

## Clubcarrière
García speelde in de jeugdopleidingen van Valencia en Levante. Hij tekende op 31 januari 2012 zijn eerste profcontract bij Levante, waarmee hij zich tot medio 2016 aan de club verbond. Op 2 september 2012 debuteerde hij in de Primera División, als invaller voor Nabil El Zhar tegen Espanyol. García gaf op 21 oktober 2012 tegen Getafe een assist op Michel, die het enige doelpunt van de wedstrijd maakte. Hij maakte op 9 december 2012 zijn eerste doelpunt in het profvoetbal, tijdens een 4–0 zege op Mallorca. García werd in januari 2013 definitief bij het eerste elftal gehaald. Zijn ploeggenoten en hij werden dat seizoen tiende in de Primera División en bereikten de achtste finales van de Europa League.
García bleef vijf jaar actief voor Levante. De eerste vier in de Primera División, maar aan het eind van 2015/16 degradeerden zijn teamgenoten en hij naar de Segunda División. Hierin won hij in 2016/17 de titel met Levante. Hij speelde dat jaar alleen vaker niet dan wel. García ging niet met Levante mee terug naar de Primera División. In plaats daarvan bracht hij seizoen 2017/18 op huurbasis door bij Sporting Gijón en 2018/19 op huurbasis bij Osasuna. Hij bleef zo nog twee seizoenen actief op het tweede niveau. García was bij beide clubs vrijwel elke wedstrijd basisspeler. Als zodanig won hij in 2018/19 ook met Osasuna de titel in de Segunda División. Hij verruilde Levante in juli 2019 definitief voor Osasuna.

## Interlandcarrière
García maakte deel uit van Spanje –20 en Spanje –21. Hij nam met het eerstgenoemde team deel aan het WK –20 van 2013.

## Erelijst
| Competitie                |         |         |         |         |
| Competitie                | Aantal  | Jaren   |         |         |
| Levante                   | Levante | Levante | Levante | Levante |
| ------------------------- | ------- | ------- | ------- | ------- |
| Kampioen Segunda División | 1x      | 2016/17 |         |         |
| Osasuna                   |         |         |         |         |
| Kampioen Segunda División | 1x      | 2018/19 |         |         |

1 Herrera ·
2 Vidal ·
3 Cruz ·
4 U. García  ·
5 Herrando ·
6 Torró ·
7 Moncayola ·
8 Ibáñez ·
9 Ra. García ·
10 Oroz ·
11 Barja ·
12 Areso ·
13 Fernández ·
14 Ru. García ·
15 Peña ·
16 Gómez ·
17 Budimir ·
18 Muñoz ·
19 Zaragoza ·
20 Arnáiz ·
21 Martínez ·
22 Boyomo ·
23 Bretones ·
24 Catena ·
27 Benito ·
Coach: Moreno